# Johann Jonas Christian Tatter
Johann Jonas Christian Tatter (* 29. Januar 1729 auf Schloss Sophienlust bei Meiningen; † 2. Juli 1812 in Schloss Monbrillant) war während der Personalunion zwischen Großbritannien und Hannover ein Königlich Großbritannischer und Kurfürstlich Braunschweig-Lüneburgischer Gartenmeister sowie Hofmeister in Herrenhausen und Monbrillant vor Hannover.

## Leben

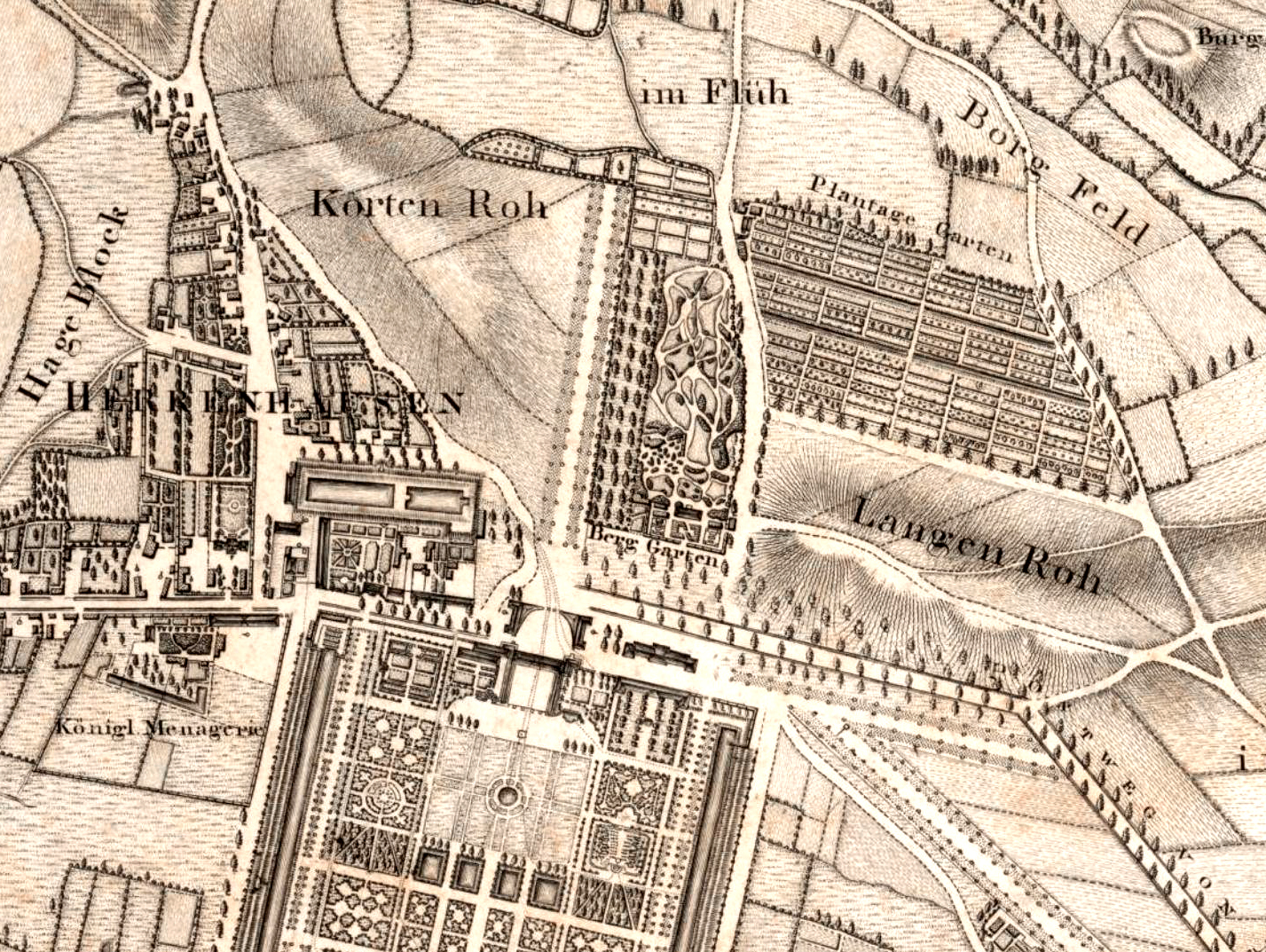
Der 1767 gegründete Königliche „Plantage Garten“ in Herrenhausen nordöstlich vom Großen Garten und dem Berggarten;
von Pentz und Bennefeld aufgenommener Plan von Hannover und Umgebung, Kupferstich von 1807 von Franz in Berlin (Ausschnitt)

Johann Jonas Christian Tatter war ein Mitglied der seit der ersten Hälfte des 17. Jahrhunderts anfangs im sächsisch-thüringischen Raum bekannten Gartenmeister- und Hofgärtnerfamilie Tatter. Er war ein Sohn von Georg Ernst Tatter (1689–1755) und ein Bruder von Johann Wilhelm Tatter (1719–1795).
Ab 1756 wurde Tatter als Geselle in den Orangerien in Herrenhausen tätig, um ab 1763 als Meistergeselle im Küchengarten in Linden vor Hannover zu wirken.
Während eine Studienreise ab 1765 erhielt Tatter in London im November 1766 von König Georg III. den Auftrag, im Umfeld der Residenzstadt Hannover – die der Landesherr jedoch nie besuchte – „eine Nursery und Baum-Schule“ anzulegen. Dort sollten dann ausländische Gehölze auf ihre Verträglichkeit mit dem dortigen Klima für die königlichen Hofgärten getestet werden und – „[...] zum Besten Unserer Unterthanen.“
Nach seiner Rückkehr in das Kurfürstentum Hannover wurde Tatter als Gartenmeister in Herrenhausen angestellt und begann in der 1767 gegründeten Königlichen Plantage anfangs mit der Saat der nun jährlich aus England eintreffenden und vor allem aus Nordamerika stammenden Gehölzsamen.
Doch schon ab 1772 wirkte Johann Jonas Christian Tatter in den Anlagen von Schloss Monbrillant. Die seinerzeit vor rund einem halben Jahrhundert 1720 von Ernst August Charbonnier geplante barocke Gartenanlage wurde dann nach Plänen von Tatter gegen Ende des 18. Jahrhunderts nach und nach in einen Landschaftsgarten umgestaltet. Wenngleich die geometrische Grundstruktur der Gartenanlage erhalten blieb, war doch Tatters Wirken ein weiterer Schritt zur Entwicklung des späteren Welfengartens an der Leibniz Universität inmitten der Herrenhäuser Gärten.